# Anneau à PGCD
Ne doit pas être confondu avec : Anneau des entiers de Gauss.
En algèbre commutative, un anneau à PGCD, ou plus rarement anneau de Gauss, est un anneau commutatif unitaire dans lequel tout couple d'éléments non nuls possède un plus grand diviseur commun. Dans un anneau quelconque, l'existence d'un tel PGCD n'est pas toujours acquise. Les anneaux intègres à PGCD représentent une classe d'anneaux aux propriétés arithmétiques intéressantes à tel point qu'il est fréquent que les anneaux à PGCD ne soient étudiés que dans les anneaux intègres,,.

## Définitions et exemples
Dans un anneau A, si a et b sont deux éléments non nuls de A, on dit que :
- d est un PGCD (plus grand commun diviseur) de a et b si les diviseurs communs à a et b sont les diviseurs de d ;
- m est un PPCM (plus petit commun multiple) de a et b si les multiples communs à a et b sont les mutiples de m.

L'existence d'un PGCD, qui est acquise dans l'ensemble des entiers relatifs, n'est pas une propriété générale à tout anneau : ainsi dans l'anneau ℤ[i√5], les éléments a = 6 et b = 2 + 2i√5 ne possèdent pas de PGCD.
Un anneau à PGCD est un anneau où cette existence est acquise.
- Tout anneau factoriel (par exemple ℤ ou un corps) est un anneau à PGCD.
- Tout anneau de polynômes en une ou plusieurs indéterminées (éventuellement une infinité) à coefficients dans un anneau intègre à PGCD est encore à PGCD[4].

## Propriétés des anneaux intègres à PGCD

### PGCD et PPCM
Soient a, b, c des éléments non nuls d'un anneau intègre quelconque. Le symbole ~ représente l'égalité à produit près par un inversible.
- Si PPCM(a, b) existe alors PGCD(a, b) existe et l'on a l'égalité suivante :{\displaystyle {\rm {PGCD}}(a,b)\times {\rm {PPCM}}(a,b)\sim ab}.

La réciproque peut se révéler fausse ; ainsi dans l'anneau ℤ[i√5], les éléments a = 2 + i√5 et b = 3 (irréductibles) admettent 1 comme PGCD mais n'ont pas de PPCM,. Cependant, si tous les couples (a, b) possèdent un PGCD alors ils possèdent aussi un PPCM. Un anneau intègre à PGCD est donc aussi un anneau à PPCM (et réciproquement).
- Si PGCD(ac, bc) existe alors PGCD(a, b) existe et l'on a l'égalité suivante :{\displaystyle {\rm {PGCD}}(ac,bc)\sim c\times {\rm {PGCD}}(a,b)}.Cette égalité permet d'exprimer tout élément du corps des fractions d'un anneau à PGCD sous forme irréductible (unique).
À nouveau, la réciproque est fausse : ainsi dans l'anneau ℤ[i√5], les éléments a = 2 + i√5 et b = 3 possèdent un PGCD mais 3a et 3b n'en possèdent pas[6].
- PPCM(ac, bc) existe si et seulement si PPCM(a, b) existe[8], et l'on a donc dans ce cas :{\displaystyle {\rm {PPCM}}(ac,bc)\sim c\times {\rm {PPCM}}(a,b)}.

Un anneau intègre A est à PGCD si et seulement si son groupe de divisibilité, Frac(A)*/A×, est réticulé par les deux lois PPCM et PGCD. Comme tout groupe réticulé, ce treillis est alors distributif, c'est-à-dire que chacune des deux lois est distributive par rapport à l'autre. Il en est donc de même pour leurs restrictions à A*/A×.

### Lemme de Gauss et lemme d'Euclide
Tout anneau intègre A à PGCD est un anneau de Schreier, c.-à-d. qu'il est à la fois :
- intégralement clos ;
- pré-Schreier. En particulier, A vérifie :
  - le lemme de Gauss : pour tous éléments a, b et c de A, si a et b sont premiers entre eux et si a divise bc alors a divise c
  - et a fortiori le lemme d'Euclide : tout élément irréductible p de A  est premier, c.-à-d. que  pour toute paire {a, b} d'éléments de A, si p divise ab alors p divise a ou p divise b.

### Idéaux principaux
Par la suite, dans un anneau intègre quelconque, on notera (a) l'idéal principal engendré par a, c'est-à-dire l'ensemble des multiples de a. Ainsi :
- un élément m est un PPCM de a et b si et seulement si {\displaystyle (a)\cap (b)=(m)}.
Un anneau intègre est donc à PGCD si et seulement si l'intersection de deux idéaux principaux est toujours un idéal principal[14].
- un élément d est un PGCD de a et b si et seulement si (d) est le plus petit idéal principal contenant l'idéal (a) + (b).
  - Si (a) + (b) lui-même est principal, son générateur est donc un PGCD de a et b.
  - En général, l'existence d'un PGCD n'assure pas que (a) + (b) soit principal[15] (cf. exemples ci-dessous d'anneaux à PGCD qui ne sont pas de Bézout). Un exemple simple pour illustrer cela est de considérer l'anneau Z[X] et ses idéaux (2) et (X) ; l'idéal somme est engendré par 2 et X, et le PGCD de 2 et X est 1 (i.e. le plus petit idéal principal contenant l'idéal somme est l'anneau Z[X]).

## Relation avec les anneaux factoriels et les anneaux de Bézout
- Un anneau pré-Schreier — en particulier un anneau intègre à PGCD, (voir supra) — est factoriel si (et seulement si) il est atomique[16].
- Tout anneau de Bézout (et a fortiori tout anneau principal) est à PGCD (voir supra).
- Tout anneau à PGCD intègre et noethérien est factoriel. Plus précisément, un anneau intègre est factoriel si et seulement si c'est à la fois un anneau à PGCD et un anneau dans lequel toute suite croissante d'idéaux principaux est stationnaire.
- Il existe des anneaux intègres à PGCD qui ne sont pas factoriels (prendre un anneau de Bézout non atomique comme l'anneau des entiers algébriques).
- Il existe des anneaux intègres à PGCD qui ne sont pas de Bézout (par exemple un anneau factoriel non principal, comme ℚ[X,Y] ou ℤ[X]).
- Il existe même des anneaux intègres à PGCD qui ne sont ni factoriels ni de Bézout[17].